# Juan Luis de la Cerda
Juan Luis de la Cerda SJ, latinisiert Ioannes Ludovicus de la Cerda (* um 1558 in Toledo; † 1643 in Madrid) war ein spanischer katholischer Ordenspriester (Jesuit), klassischer Philologe und Begründer der neuzeitlichen kritischen Vergil-Interpretation.

## Leben und Leistung
Wohl im Jahre 1558 in Toledo geboren, trat er mit etwa 16 Jahren in den Jesuitenorden ein. Nach ordensinterner Ausbildung wurde er schon mit 27 Jahren 1585 zum Professor der Grammatik ernannt. Fünfzig Jahre blieb er akademisch tätig, überwiegend in Madrid.
De la Cerdas monumentale kommentierte Vergil-Ausgabe mit insgesamt über 2000 Seiten in Folio-Format benennt Karl Büchner als „eine der originalsten Leistungen seiner Zeit“. Dieses Kommentarwerk erschien in drei Teilen, ohne als geschlossener, in sich abgestimmter Komplettkommentar konzipiert worden zu sein:
- Kommentar zu den Eklogen und den Georgica (Frankfurt am Main 1608; Lyon 1619),
- Kommentar zu den Aeneis-Büchern I – VI (Lyon 1612; Frankfurt a. M. 1613),
- Kommentar zu den Aeneis-Büchern VII – XII (Lyon 1617).

Nachdrucke erfolgten z. B. noch Köln 1628, Köln 1642 und Köln 1647.
De la Cerda bezieht für seinen Kommentar 303 Autoren der griechischen und lateinischen, paganen und christlichen Antike sowie 150 Autoren der neueren Zeit ein.
„Mit staunenswerter Gelehrsamkeit und außergewöhnlicher Vertrautheit mit den antiken und humanistischen Texten hat de la Cerda auf über 2000 Seiten eine geradezu erdrückende Fülle von Erklärungsmaterial zusammengetragen, aber doch auch mit Eigenem zu verschmelzen gewusst. Eines seiner Hauptanliegen war es dabei, Julius Caesar Scaliger folgend, die Überlegenheit Vergils über Homer zu erweisen. Darum hat er den Vergleich mit Homer weiter vorangetrieben. Auch von daher ist es verständlich, dass er unter den früheren Vergilerklärern dem Urteil des Germain Vaillant de Guélis am meisten Gewicht beimaß. Zur Textgestaltung hat de la Cerda freilich kaum etwas beigetragen. Christian Gottlob Heyne hat de la Cerdas Kommentar gründlich benutzt und sehr geschätzt (dissertissimos, eruditissimos et luculentissimos commentarios condidit; dass de la Cerda es bei der Auswahl des Materials zuweilen an Urteilsschärfe habe fehlen lassen, sei eher ein Fehler der Zeit als des Kommentators).“
Von den bedeutenden Vergilkommentatoren nach Christian Gottlob Heyne haben John Conington noch manchmal, Eduard Norden und J. W. Mackail nur noch sporadisch De la Cerda konsultiert. Trotz markanter Hinweise in der magistralen Studie von Georg Nicolaus Knauer zur Homer-Imitation Vergils erfolgte bislang weder eine eigenwertige Beschäftigung mit De la Cerdas Œuvre noch eine gezielte, intensive Auswertung seiner Analysen.

## Editionen
P. Vergilii Maronis
- Bucolica et Georgica (Palthen: Francorum Vadi [i. e. Frankfurt a. M.] 1608; Cardon: Lugduni [i. e. Lyon] 1619 „editio locupleta“)
- priores sex libri Aeneidos (Cardon: Lugduni 1612 / Palthen: Francorum Vadi 1613)
- posteriores sex libri Aeneidos (Cardon: Lugduni 1617)
- Andreas Sirchich von Kis-Sira: Der Aeneis-Kommentar von Juan Luis de la Cerda (1612). Kritische Edition, Übersetzung und Erschließung des ersten Buchs. (= Noctes neolatinae, Band 36). Georg Olms Verlag, Hildesheim 2020, ISBN 9783487158778